# HMCS Forrest Hill (1943)
HMCS Forrest Hill (англ. ЕВК «Форест-Хилл») — британский корвет типа «Флауэр», служивший в КВМС Великобритании и Канады и участвовавший во Второй мировой войне (начинал как корабль сопровождения конвоев в ходе битвы за Атлантику). Изначально был заложен на верфях Великобритании под именем HMS Ceanothos, но в состав флота Великобритании так и не был принят, отправившись вместо этого в состав флота Канады. Имя получил в честь города Форест-Хилл, который ныне является округом современного Торонто.

## История
Заказ на строительство корабля поступил 22 июля 1942 в рамках Усиленной программы строительства корветов типа «Флауэр». Заложен «Форест-Хилл» был 5 февраля 1943 на верфях Ferguson Bros. Ltd. в Глазго. Спуск на воду состоялся 30 августа 1943. 1 декабря 1943 корвет, пребывая в устье реки Клайд, получил своё основное имя и был принят в состав флота Канады. Передача в состав флота Канады состоялась вместе с тремя корветами типа «Флауэр» и 12 корветами типа «Касл» в обмен на четыре тральщика типа «Алджерин». От основных корветов типа «Флауэр» канадские отличались низкой мачтой и дополнительным зенитным вооружением.
За время службы «Форест-Хилл» прошёл только один раз ремонт: с декабря 1944 по февраль 1945 года его перекрашивали в Ливерпуле (Новая Шотландия). Основную работу он выполнял в составе Эскортных сил Центральной Атлантики, охраняя конвои. Так, к декабрю 1944 года ему довелось сопровождать боевую группу C-4. В конце войны он был отправлен на Бермудские острова, в апреле 1945 года присоединился в Галифакским морским силам и продолжал патрулирование берегов Канады до конца войны. 9 июля 1945 его списали в Сореле и продали War Assets Corporation. В 1949 году его разрезали на металл в Гамильтоне (Онтарио).